# Liste der Gouverneure von Hiroshima
Diese Liste der Gouverneure von Hiroshima (jap. 広島県知事, Hiroshima kenchiji) verzeichnet alle Gouverneure (chiji, in den frühen Jahren auch kenrei und andere Titel) der japanischen Präfektur (ken) Hiroshima seit der Abschaffung des Fürstentums (han) Hiroshima 1871. Wie die Gouverneure aller Präfekturen wird der Gouverneur von Hiroshima seit der Auflösung des Innenministeriums und Einführung des Selbstverwaltungsgesetzes unter der Verfassung von 1947 für vierjährige Amtszeiten vom Volk gewählt.
Anmerkung: Es ist unklar, ob die Datumsangaben vor der Kalenderumstellung 1873 dem japanischen oder dem gregorianischen Kalender entsprechen. Zur Umrechnung, siehe gegebenenfalls Meiji-Zeit#Umrechnung in den Gregorianischen Kalender.
| #  | Gouverneur (Lesung/Schreibung) | Gouverneur (Lesung/Schreibung) | Amtsantritt                                                                     |
| -- | ------------------------------ | ------------------------------ | ------------------------------------------------------------------------------- |
| 1  | Kōno Togama                    | 河野 敏鎌                      | 15.8.Meiji 4/1871 (?)                                                           |
| 2  | Senmoto Hisanobu               | 千本 久信                      | 15.11.M4/1871 (?)                                                               |
| 3  | Kōno Togama                    | 河野 敏鎌                      | 27.11.M4/1871 (?)                                                               |
| 4  | Date Muneoki                   | 伊達 宗興                      | 26.12.M4/1871 (?)                                                               |
| 5  | Fujii Benzō                    | 藤井 勉三                      | 23. Jan. 1875                                                                   |
| 6  | Senda Sadaaki                  | 千田 貞暁                      | 6. Apr. 1875                                                                    |
| 7  | Senda Sadaaki                  | 千田 貞暁                      | 19. Juli 1881                                                                   |
| 8  | Nabeshima Miki                 | 鍋島 幹                        | 26. Dez. 1889                                                                   |
| 9  | Orita Heinai                   | 折田 平内                      | 23. Apr. 1896                                                                   |
| 10 | Asada Tokunori                 | 浅田 徳則                      | 7. Apr. 1897                                                                    |
| 11 | Iwamura Takatoshi              | 岩村 高俊                      | 14. Mai 1898                                                                    |
| 12 | Hattori Ichizō                 | 服部 一三                      | 28. Juli 1898                                                                   |
| 13 | Egi Kazuyuki                   | 江木 千之                      | 28. Dez. 1898                                                                   |
| 14 | Tokuhisa Tsunenori             | 徳久 恒範                      | 29. Juni 1903                                                                   |
| 15 | Yamada Shunzō                  | 山田 春三                      | 25. Jan. 1904                                                                   |
| 16 | Munakata Tadasu                | 宗像 政                        | 11. Jan. 1907                                                                   |
| 17 | Nakamura Junkurō               | 中村 純九郎                    | 28. März 1912                                                                   |
| 18 | Terada Sukeyuki                | 寺田 祐之                      | 27. Feb. 1913                                                                   |
| 19 | Mabuchi Eitarō                 | 馬淵 鋭太郎                    | 28. Apr. 1916                                                                   |
| 20 | Yakouchi Asakichi              | 安河内 麻吉                    | 7. Mai 1918                                                                     |
| 21 | Wakabayashi Raizō              | 若林 賓蔵                      | 18. Apr. 1919                                                                   |
| 22 | Yoda Keijirō                   | 依田 銈次郎                    | 19. Juli 1921                                                                   |
| 23 | Abe Kamehiko                   | 阿部 亀彦                      | 16. Okt. 1922                                                                   |
| 24 | Yamagata Jirō                  | 山縣 治郎                      | 25. Okt. 1923                                                                   |
| 25 | Hamada Tsunenosuke             | 浜田 恒之助                    | 16. Sep. 1925                                                                   |
| 26 | Suematsu Kaiichirō             | 末松 偕一郎                    | 28. Sep. 1926                                                                   |
| 27 | Yokoyama Sukenari              | 横山 助成                      | 7. Nov. 1927                                                                    |
| 28 | Kishimoto Masao                | 岸本 正雄                      | 25. Mai 1928                                                                    |
| 29 | Kawabuchi Kōma                 | 川淵 洽馬                      | 5. Juli 1929                                                                    |
| 30 | Shirane Takesuke               | 白根 竹介                      | 8. Mai 1931                                                                     |
| 31 | Chiba Ryō                      | 千葉 了                        | 18. Dez. 1931                                                                   |
| 32 | Yuzawa Michio                  | 湯沢 三千男                    | 28. Juni 1932                                                                   |
| 33 | Suzuki Keiichi                 | 鈴木 敬一                      | 15. Jan. 1935                                                                   |
| 34 | Hayakawa Saburō                | 早川 三郎                      | 22. Apr. 1936                                                                   |
| 35 | Tomita Aijirō                  | 富田 愛次郎                    | 8. Jan. 1937                                                                    |
| 36 | Iinuma Kazumi                  | 飯沼 一省                      | 9. Nov. 1938                                                                    |
| 37 | Aikawa Katsurō                 | 相川 勝六                      | 5. Sep. 1939                                                                    |
| 38 | Yoshinaga Tokiji               | 吉永 時次                      | 26. März 1941                                                                   |
| 39 | Miyamura Saiichirō             | 宮村 才一郎                    | 15. Juni 1942                                                                   |
| 40 | Yokoyama Sukenari              | 横山 助成                      | 1. Juli 1943                                                                    |
| 41 | Matsumura Mitsuma              | 松村 光磨                      | 1. Aug. 1944                                                                    |
| 42 | Ōtsuka Isei                    | 大塚 惟精                      | 21. Apr. 1945                                                                   |
| 43 | Takano Genshin                 | 高野 源進                      | 10. Juni 1945                                                                   |
| 44 | Kodama Kuichi                  | 児玉 九一                      | 11. Okt. 1945                                                                   |
| 45 | Kusunose Tsunei                | 楠瀬 常猪                      | 27. Okt. 1945                                                                   |
| 46 | Takewaka Tokiichirō            | 武若 時一郎                    | 14. März 1947                                                                   |
| 47 | Kusunose Tsunei                | 楠瀬 常猪                      | 16. Apr. 1947 (Wahl 5. April)                                                   |
| 48 | Ōhara Hiroo                    | 大原 博夫                      | 24. Jan. 1951 (Wahl 22. Januar)                                                 |
| 49 | Ōhara Hiroo                    | 大原 博夫                      | 7. Dez. 1954 (Wahl 7. Dezember)                                                 |
| 50 | Ōhara Hiroo                    | 大原 博夫                      | 7. Dez. 1958 (Wahltermin 3. Dezember, keine Abstimmung mangels Gegenkandidaten) |
| 51 | Nagano Itsuo                   | 永野 嚴雄                      | 29. Mai 1962 (Wahl 29. Mai)                                                     |
| 52 | Nagano Itsuo                   | 永野 嚴雄                      | 29. Mai 1966 (Wahl 8. Mai)                                                      |
| 53 | Nagano Itsuo                   | 永野 嚴雄                      | 29. Mai 1970 (Wahl 9. Mai)                                                      |
| 54 | Miyazawa Hiroshi               | 宮澤 弘                        | 16. Dez. 1973 (Wahl 16. Dezember)                                               |
| 55 | Miyazawa Hiroshi               | 宮澤 弘                        | 16. Dez. 1977 (Wahl 27. November)                                               |
| 56 | Takeshita Toranosuke           | 竹下 虎之助                    | 29. Nov. 1981 (Wahl 29. November)                                               |
| 57 | Takeshita Toranosuke           | 竹下 虎之助                    | 29. Nov. 1985 (Wahl 17. November)                                               |
| 58 | Takeshita Toranosuke           | 竹下 虎之助                    | 29. Nov. 1989 (Wahl 19. November)                                               |
| 59 | Fujita Yūzan                   | 藤田 雄山                      | 29. Nov. 1993 (Wahl 7. November)                                                |
| 60 | Fujita Yūzan                   | 藤田 雄山                      | 29. Nov. 1997 (Wahl 9. November)                                                |
| 61 | Fujita Yūzan                   | 藤田 雄山                      | 29. Nov. 2001 (Wahl 4. November)                                                |
| 62 | Fujita Yūzan                   | 藤田 雄山                      | 29. Nov. 2005 (Wahl 6. November)                                                |
| 63 | Yuzaki Hidehiko                | 湯﨑 英彦                      | 29. Nov. 2009 (Wahl 8. November)                                                |
| 64 | Yuzaki Hidehiko                | 湯﨑 英彦                      | 29. Nov. 2013 (Wahl 10. November)                                               |
| 65 | Yuzaki Hidehiko                | 湯﨑 英彦                      | 29. Nov. 2017 (Wahl 12. November)                                               |
| 66 | Yuzaki Hidehiko                | 湯﨑 英彦                      | 29. Nov. 2021 (Wahl 14. November)                                               |